# Tilmi
Tilmi (àrab تلمي) és una comuna rural de la província de Tinghir de la regió de Drâa-Tafilalet. Segons el cens de 2014 tenia una població total de 11.372 persones.